# ネクステージ (芸能プロダクション)
株式会社ネクステージは、東京都渋谷区に本社を置く日本の芸能プロダクション。『STRIKE PLANNING & PROMOTION』の名称で運営している。

## 沿革・概要
2007年2月に「株式会社ストライク」として設立。その後、社名を「株式会社ネクステージ」に変更。
事務所の所在地変遷
1. 東京都目黒区三田1-4-3 恵比寿ガーデンテラス壱番館910[1]
2. 東京都渋谷区恵比寿4-15-1-205[要出典]
3. 東京都渋谷区恵比寿1-33-7-601[3]
4. 東京都渋谷区恵比寿1-13-9 フォレストJビル4F[4]
5. 東京都渋谷区神宮前6-23-3 第9SYビル7階[2]

## 所属タレント
2021年6月17日閲覧時点
- 大野みさき
- 阿部ここは

## かつて所属していたタレント
- 梅本静香[5]
- 普天間みさき[6]
- 大場はるか[7]
- 上杉まゆみ[8]
- 泉はる
- 椎名もも[9][注 1]
- 中村あやの[10]
- 渡辺青來[11]
- 平田真優香[12]
- 藤沢あおい[13]
- 流川ゆうり[14]
- 松田りおな[15]

- 平原かのん[16]